# Consign to Oblivion
Consign to Oblivion — второй студийный альбом голландской симфоник-метал-группы Epica, выпущен в апреле 2005 года.
Consign to Oblivion начал новую серию песен под названием A New Age Dawns, она продолжается на альбоме Design Your Universe. Диск был защищён системой контроля копий.
Композиция «Trois Vierges» записана вместе с вокалистом группы Kamelot Роем Ханом.

## Список композиций
| №                   | Название                                          | Текст песни         | Музыка                                             | Длительность |
| ------------------- | ------------------------------------------------- | ------------------- | -------------------------------------------------- | ------------ |
| 1.                  | «Hunab K'u (A New Age Dawns, Prologue)»           | Марк Янсен          | Ив Хутс                                            | 1:44         |
| 2.                  | «Dance of Fate»                                   | Симона Симонс       | Янсен, Хутс, Кун Янссен, Симонс                    | 5:13         |
| 3.                  | «The Last Crusade (A New Age Dawns, Part I)»      | Янсен               | Янсен, Хутс, Ад Слюйтер                            | 4:21         |
| 4.                  | «Solitary Ground»                                 | Симонс              | Янссен, Янсен, Слюйтер, Симонс                     | 4:22         |
| 5.                  | «Blank Infinity»                                  | Симонс              | Янсен, Янссен, Симонс                              | 4:00         |
| 6.                  | «Force of the Shore»                              | Симонс              | Янсен, Янссен, Слюйтер, Хутс                       | 4:01         |
| 7.                  | «Quietus»                                         | Симонс              | Янсен, Хутс, Янссен, Слюйтер, Симонс, Йерун Симонс | 3:45         |
| 8.                  | «Mother of Light (A New Age Dawns, Part II)»      | Янсен               | Янсен, Слюйтер                                     | 5:55         |
| 9.                  | «Trois Vierges» (с Роем Ханом)                    | Симонс              | Янсен, Янссен, Симонс                              | 4:40         |
| 10.                 | «Another Me «In Lack’ech»»                        | Янсен               | Янсен                                              | 4:39         |
| 11.                 | «Consign to Oblivion (A New Age Dawns, Part III)» | Янсен               | Янсен, Слюйтер                                     | 9:45         |
| Общая длительность: | Общая длительность:                               | Общая длительность: | Общая длительность:                                | 52:35        |

### Бонусные треки
| №  | Название      | Длительность |
| -- | ------------- | ------------ |
| 1. | «Documentary» | 23:30        |

| №   | Название                         | Текст песни   | Музыка                      | Длительность |
| --- | -------------------------------- | ------------- | --------------------------- | ------------ |
| 12. | «Linger»                         | Симонс        | Хутс, Янсен, Янссен, Симонс | 4:17         |
| 13. | «Palladium» (instrumental)       |               | Хутс                        | 2:54         |
| 14. | «Crystal Mountain» (кавер Death) | Чак Шульдинер | Шульдинер                   | 5:03         |

## Над альбомом работали
Epica
- Симона Симонс — вокал
- Марк Янсен — гитара, гроулинг, скриминг
- Ад Слюйтер — гитара
- Коен Янссен — пианино и струнные
- Ив Хутс — бас-гитара
- Жероен Симонс — ударные

Приглашённые музыканты
- Рой Хан — вокал в «Trois Vierges»
- Аманда Сомервилль — бэк-вокал, инструктор по вокалу

Оркестр
Epica Orchestra
- Альт — Swantje Tessman, Patrick Sepec, Astrid Müller
- Скрипка — Benjamin Spillner, Andreas Pfaff, Tobias Rempe, Gregor Dierk
- Виолончель — Jörn Kellermann

Хор
Epica Choir
- Сопрано — Bridget Fogle, Linda van Summeren
- Альт — Annie Goebel, Amanda Somerville
- Тенор — Previn Moore, Andre Matos
- Бас — Melvin Edmonsen